# HOPI
HOPI s.r.o. je česká logistická firma působící v Česku a dalších zemích střední Evropy. Byla založena v roce 1992 v Karlových Varech Františkem Piškaninem. Dalšími segmenty podnikání skupiny jsou vedle logistické i potravinářská a zemědělská divize.

## Historie
Společnost HOPI založil v roce 1992 v Karlových Varech český podnikatel František Piškanin jako malé potraviny. Později se přidaly Cash&Carry obchody. Postupně rozšiřoval nabídku služeb, až nakonec transformoval HOPI v logistický podnik. Rodinná firma z Karlových Varů se přes Prahu a Moravu postupně rozšířila na Slovensko (2000), do Maďarska (2004), Polska (2012) a Rumunska (2013). Od roku 2012 do skupiny v rámci divize HOPI FOODS patří i potravinářské společnosti HOLLANDIA Karlovy Vary, HOPI CHEF TECH FOOD a AD FineDine. V divizi AGRICULTURE jsou zase farmy Otročín a Malonty.

## Logistické služby
HOPI poskytuje služby v oblastech kontraktační logistiky, skladování v síti logistických parků, silniční nákladní dopravy ve vlastní flotile, čítající přes 500 vozidel, a služeb s přidanou hodnotou jako kompletace či balení ve specializovaných centrech. Společnost provozuje přes 30 logistických parků v Česku, na Slovensku, v Polsku, Maďarsku a Rumunsku o celkové rozloze více než 500 tisíc metrů čtverečních. Věnuje se také fulfillmentu pro e-shopy a mezinárodní dopravě ve své Global Solution divizi.

## Udržitelný rozvoj
Společnost HOPI se zaměřuje také na environmentální udržitelnost. Ve svém vozovém parku využívá elektromobily a vozidla na stlačený zemní plyn. V areálech logistických parků instaluje solární panely. Nové budovy získaly certifikace BREEAM či LEED.

## Ocenění
Zakladatel HOPI František Piškanin byl v roce 2012 vyhlášen podnikatelem roku v ČR společností Ernst & Young.